# Ettore Bertolè Viale
Ettore Bertolè Viale (1829-92) var en italiensk general. 
Bertolè Viale deltog i Krim-krigen 1855, udmærkede sig senere i Anden Italienske Uafhængighedskrig 1859 og blev under felttoget 1866 forfremmet til generalmajor. 1867-69 var han krigsminister i ministeriet Luigi Menabrea, blev 1871 generalløjtnant, var 1874-80 chef for generalstaben og blev 1881 chef for Armékorpset i Firenze. 1887 blev han atter krigsminister under ministeriet Francesco Crispi til 1891. 
Organisationen af de afrikanske kolonialtropper er hans værk. 